# مجيد أباد (ديكلة)
مجید أباد (بالفارسية: مجیدآباد) هي منطقة سكنية تقع في إيران في قسم ديكلة الریفي. يقدر عدد سكانها بـ 341 نسمة بحسب إحصاء 2016.